# Revoluções de 1848
Revoluções de 1848, conhecidas em alguns países como a Primavera dos Povos ou Primavera das Nações, foram uma série de revoluções em toda a Europa ao longo de mais de um ano, de 1848 a 1849. Continua a ser a onda revolucionária mais generalizada na história europeia até hoje.
As revoluções foram essencialmente democráticas e liberais por natureza, com o objetivo de remover as antigas estruturas monárquicas e criar Estados-nação independentes, conforme previsto pelo nacionalismo romântico. As revoluções espalharam-se pela Europa após uma revolução inicial ter começado em Itália em janeiro de 1848. Mais de 50 países foram afetados, mas sem coordenação ou cooperação significativa entre seus respectivos revolucionários. Alguns dos principais fatores contribuintes foram a insatisfação generalizada com a liderança política, as exigências de maior participação no governo e na democracia, as exigências de liberdade de imprensa, outras exigências feitas pela classe trabalhadora por direitos económicos, o aumento do nacionalismo e a crise da batata na Europa, que desencadeou a fome em massa, a migração e a agitação civil.
As revoltas foram lideradas por coligações temporárias de trabalhadores e reformadores, incluindo figuras das classes média e alta (a burguesia); no entanto, as coligações não se mantiveram unidas por muito tempo. Muitas das revoluções foram rapidamente reprimidas, com dezenas de milhares de pessoas mortas e ainda mais forçadas ao exílio. Reformas significativas e duradouras incluíram a abolição da servidão na Áustria e na Hungria, o fim da monarquia absoluta na Dinamarca e a introdução da democracia representativa na Holanda. As revoluções foram mais importantes na França, nos Países Baixos, na Itália, no Império Austríaco e nos estados da Confederação Germânica que formariam o Império Alemão no final do século XIX e início do século XX. A onda de revoltas terminou em outubro de 1849.

## Por país ou região

### França
Revolução Francesa de 1848, às vezes conhecida como a Revolução de Fevereiro, foi uma onda de revoluções em 1848 na Europa. Na França, os eventos revolucionários encerraram a Monarquia de Julho (1830-1848) e levaram à criação da Segunda República Francesa.
Após a queda do rei Luís Felipe I da França em fevereiro de 1848, o governo eleito da Segunda República governou a França. Nos meses que se seguiram, esse governo se tornou mais conservador. Em 23 de junho de 1848, o povo de Paris entrou em insurreição, que se tornou conhecida como Revoltas de Junho — uma rebelião sangrenta mas malsucedida pelos trabalhadores parisienses contra uma mudança conservadora no caminho da República. Em 2 de dezembro de 1848, Luís Napoleão Bonaparte foi eleito presidente da Segunda República, em grande parte com apoio camponês. Exatamente três anos depois, suspendeu a assembleia eleita, estabelecendo o Segundo Império Francês, que durou até 1870. Luís Napoleão passaria a se tornar o último monarca francês de facto.

### Estados italianos

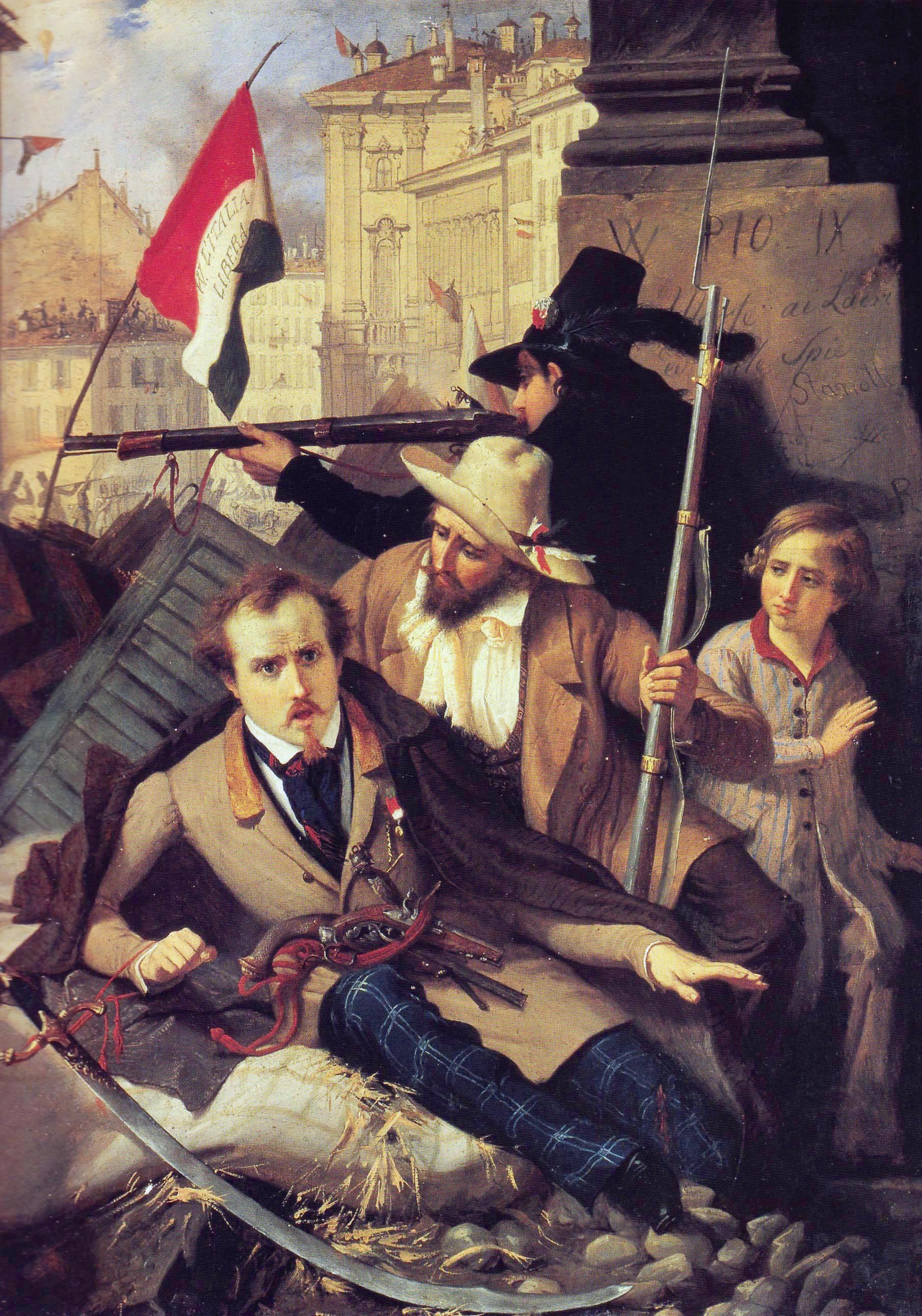
Episódio dos Cinco Dias de Milão, pintura de Baldassare Verazzi

As revoluções de 1848 nos estados italianos, parte das revoluções mais amplas de 1848 na Europa, foram revoltas organizadas nos estados da península italiana e da Sicília, lideradas por intelectuais e agitadores que desejavam um governo liberal. Como nacionalistas italianos, procuraram eliminar o controle reacionário austríaco. Durante esse período, a Itália não era um país unificado e era dividida em muitos estados, os quais os do norte da Itália eram governados pelo Império Austríaco. O desejo de ser independente do domínio estrangeiro e a liderança conservadora dos austríacos levaram os revolucionários italianos a encenar a revolução para expulsar os austríacos. A revolução foi liderada pelo estado do Reino da Sardenha. Além disso, os levantes no Reino Lombardo-Vêneto, principalmente em Milão, forçaram o general austríaco Radetzky a recuar para as fortalezas do Quadrilátero. 

### Império Austríaco
As Revoluções de 1848 no Império Austríaco foram um conjunto de revoluções ocorridas no Império Austríaco de março de 1848 a novembro de 1849. Grande parte da atividade revolucionária teve caráter nacionalista: o Império, governado a partir de Viena, incluía alemães étnicos, húngaros, Eslovenos, poloneses, tchecos, eslovacos, rutenos (ucranianos), romenos, croatas, venezianos e sérvios; todos os quais tentaram, no curso da revolução, alcançar autonomia, independência ou mesmo hegemonia sobre outras nacionalidades. A imagem nacionalista foi ainda mais complicada pelos eventos simultâneos nos estados alemães, que se moveram em direção a uma maior unidade nacional alemã.

### Principados romenos
A Revolução Valáquia de 1848 foi uma revolta liberal e nacionalista romena no Principado da Valáquia. Parte das Revoluções de 1848, e intimamente ligado à revolta fracassada no Principado da Moldávia, procurou derrubar a administração imposta pelas autoridades imperiais russas sob o regime orgânico Regulamentul, e, através de muitos de seus líderes, exigiu a abolição do privilégio boiardo. Liderado por um grupo de jovens intelectuais e oficiais da milícia valaquiana, o movimento conseguiu derrubar o príncipe governante Gheorghe Bibescu, a quem substituiu por um governo provisório e uma regência, e aprovar uma série de grandes reformas progressistas, anunciadas na Proclamação de Islaz.

### Reino Unido

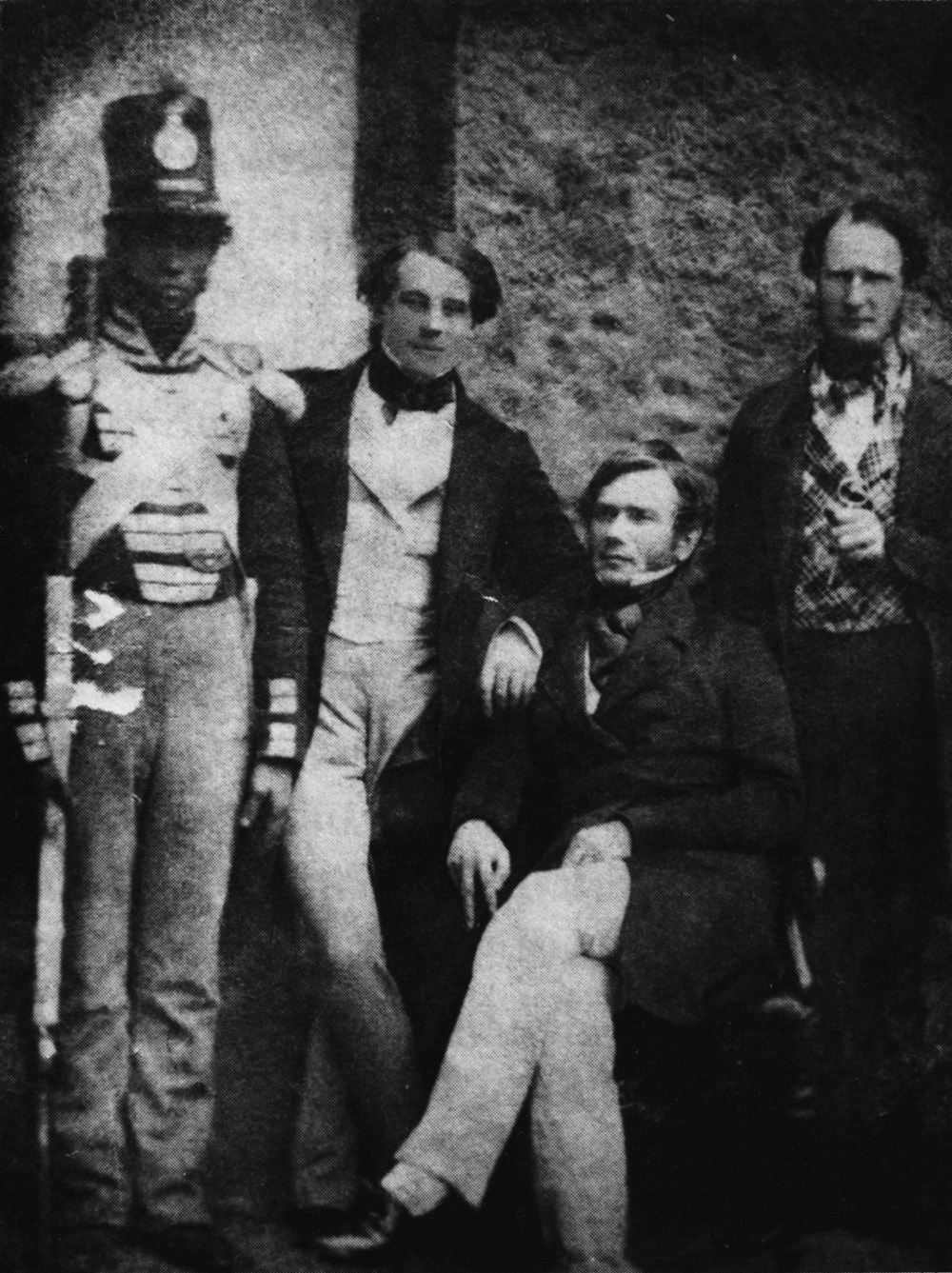
Daguerreótipo dos jovens irlandeses Thomas Francis Meagher e William Smith O'Brien (centro) na prisão de Kilmainham após a Revolta de Tipperary

A Revolta de Tipperary foi uma revolta nacionalista irlandesa fracassada liderada pelo movimento Young Ireland, parte das revoluções mais amplas de 1848 que afetaram a maior parte da Europa. Ocorreu em 29 de julho de 1848 em Farranrory, um pequeno assentamento a cerca de 4,3 km ao norte-nordeste da vila de Ballingarry, South Tipperary. Depois de ser perseguido por uma força de jovens irlandeses e seus apoiadores, uma unidade da polícia irlandesa se refugiou em uma casa e manteve os que estavam dentro como reféns. Seguiu-se um tiroteio de várias horas, mas os rebeldes fugiram depois que um grande grupo de reforços policiais chegou.

### Suíça
A  Guerra de Sonderbund é uma guerra civil que iniciou-se depois da constituição adoptada entre 1830-1831 no princípio da "Régénération" — período entre as revisões constitucionais cantonais e a fundação do Estado Federal Suíço em 1848 — onde onze cantões se tinham dotado de um regime liberal representativo. A questão da revisão do Pacto Federal de 1815 passa para primeiro plano. O conflito entre liberais-radicais e conservadores conduziu à formação de duas primeiras alianças separadas, ambas supra-confessionais (os aspectos religiosos não tiveram importância em princípio): em março de 1832, sete cantões liberais fundaram a Concordata dos Sete; em novembro, seis cantões conservadores criam a Liga de Sarnen, dissolvida pela Dieta federal em agosto de 1833, pois que entrava em conflito com o Pacto Federal. Quando em 1845, os sete cantões conservadores e católicos de Lucerna, Uri, Schwytz, (Unterwald que no caso  é um cantão com dois semicantões que são Nidwald e Obwald), Zug, Friburgo e também o de Valais concluem uma associação defensiva visando sobretudo salvar a religião católica e a soberania cantonal.

### América latina
Na América espanhola, as revoluções de 1848 surgiram em Nova Granada, onde estudantes, liberais e intelectuais colombianos exigiram a eleição do general José Hilario López. Ele assumiu o poder em 1849 e lançou grandes reformas, abolindo a escravidão e a pena de morte, e garantindo liberdade de imprensa e de religião. A turbulência resultante na Colômbia durou três décadas; de 1851 a 1885, o país foi devastado por quatro guerras civis gerais e 50 revoluções locais.
No Chile, as revoluções de 1848 inspiraram a revolução chilena de 1851.
No Brasil, a Revolução Praieira, movimento em Pernambuco, durou de novembro de 1848 a 1852. Conflitos não resolvidos do período da regência e a resistência local à consolidação do Império Brasileiro proclamado em 1822 ajudaram a plantar as sementes da revolução.
No México, o governo conservador liderado por Santa Anna perdeu a Califórnia e metade do território para os Estados Unidos na Guerra Mexicano-Americana de 1845-1848. Em decorrência dessa catástrofe e dos problemas crônicos de estabilidade, o Partido Liberal iniciou um movimento reformista. Este movimento, por meio de eleições, levou os liberais a formularem o Plano de Ayutla. O Plano escrito em 1854 tinha como objetivo remover o presidente conservador e centralista Santa Anna do controle do durante o período da Segunda República Federal do México. Inicialmente, parecia pouco diferente de outros planos políticos da época, mas é considerado o primeiro ato da Reforma Liberal. Foi o catalisador de revoltas em muitas partes do país, o que levou à renúncia de Santa Anna da presidência, para nunca mais concorrer a um cargo. Os próximos presidentes do México foram os liberais Juan Álvarez, Ignacio Comonfort e Benito Juárez . O novo regime então proclamaria a Constituição Mexicana de 1857, que implementou uma variedade de reformas liberais. Entre outras coisas, estas reformas confiscaram propriedades religiosas, tinham como objectivo promover o desenvolvimento económico e estabilizar um governo republicano nascente.

## Legado
"Fomos espancados e humilhados... dispersos, presos, desarmados e amordaçados. O destino da democracia europeia escapou de nossas mãos."

Pierre-Joseph Proudhon

A historiadora Priscilla Robertson postula que muitos objetivos foram alcançados na década de 1870, mas o crédito vai principalmente para os inimigos dos revolucionários de 1848, comentando: "A maior parte do que os homens de 1848 lutaram foi concretizado em um quarto de século e os homens que o realizaram foram, em sua maioria, inimigos específicos do movimento de 1848. Thiers inaugurou uma Terceira República Francesa, Bismarck uniu a Alemanha e Cavour, a Itália. Deák conquistou autonomia para a Hungria dentro de uma monarquia dual; um czar russo libertou os servos; e as classes manufatureiras britânicas se moveram em direção às liberdades da Carta do Povo."
Os democratas liberais consideraram 1848 como uma revolução democrática que, a longo prazo, garantiu a liberdade, igualdade e fraternidade. Para os nacionalistas, 1848 foi a primavera da esperança, quando as novas nacionalidades emergentes rejeitaram os antigos impérios multinacionais, mas os resultados finais não foram tão abrangentes quanto muitos esperavam. Os comunistas denunciaram 1848 como uma traição aos ideais da classe trabalhadora por uma burguesia indiferente às demandas legítimas do proletariado. A visão das Revoluções de 1848 como uma revolução burguesa também é comum em estudos não marxistas. Ansiedade da classe média e as diferentes abordagens entre os revolucionários burgueses e os radicais levaram ao fracasso das revoluções. Muitos governos se envolveram em uma reversão parcial das reformas revolucionárias de 1848-1849, bem como no aumento da repressão e da censura. A nobreza hanoveriana apelou com sucesso à Dieta Confederal em 1851 pela perda de seus privilégios nobres, enquanto os junkers prussianos recuperaram seus poderes policiais senhoriais de 1852 a 1855. No Império Austríaco, as Patentes Sylvester (1851) descartaram a constituição de Franz Stadion e o Estatuto dos Direitos Básicos, enquanto o número de prisões nos territórios dos Habsburgos aumentou de 70 mil em 1850 para um milhão em 1854. O governo de Nicolau I da Rússia após 1848 foi particularmente repressivo, marcado pela expansão da polícia secreta (Tretiye Otdeleniye) e por uma censura mais rígida; havia mais russos trabalhando para os órgãos de censura do que livros publicados no período imediatamente após 1848. Na França, as obras de Charles Baudelaire, Victor Hugo, Alexandre Ledru-Rollin e Pierre-Joseph Proudhon foram confiscadas.

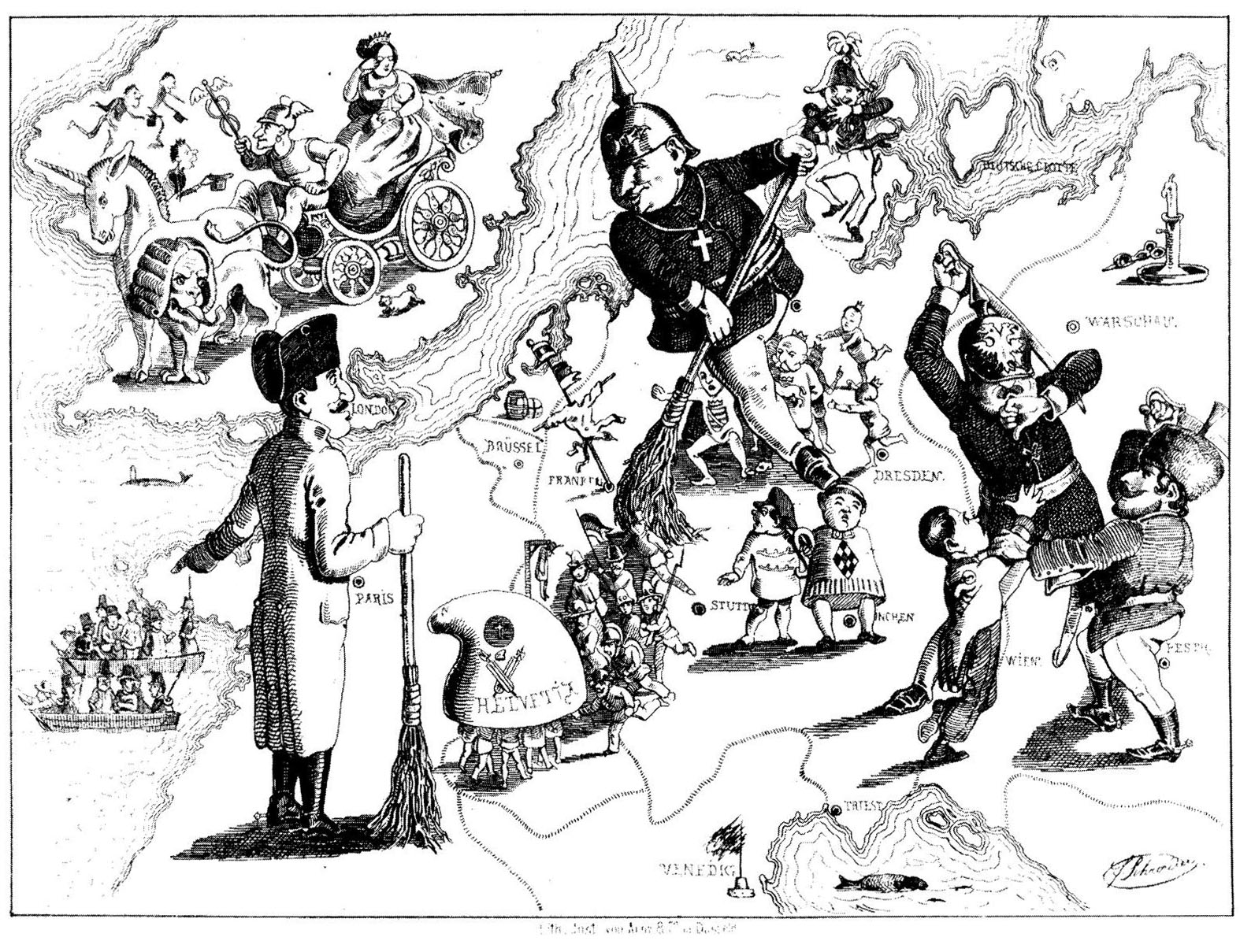
Uma caricatura de Ferdinand Schröder sobre a derrota das revoluções de 1848-1849 na Europa (publicada em Düsseldorfer Monatshefte, agosto de 1849)

Na década pós-revolucionária de 1848, pouca coisa mudou visivelmente, e muitos historiadores consideraram as revoluções um fracasso, dada a aparente falta de mudanças estruturais permanentes. Mais recentemente, Christopher Clark caracterizou o período que se seguiu a 1848 como dominado por uma revolução no governo. Karl Marx expressou decepção com o caráter burguês das revoluções.  Marx elaborou no seu “Discurso do Comité Central à Liga dos Comunistas” de 1850 uma teoria da revolução permanente segundo a qual o proletariado deveria fortalecer as forças revolucionárias burguesas democráticas até que o próprio proletariado estivesse pronto para tomar o poder.  O primeiro-ministro prussiano Otto von Manteuffel declarou que o estado não poderia mais ser administrado como a propriedade fundiária de um nobre. Na Prússia, o jornal Preußisches Wochenblatt de August von Bethmann-Hollweg (fundado em 1851) atuou como um meio popular para modernizar estadistas e jornalistas conservadores prussianos contra a facção reacionária Kreuzzeitung. As Revoluções de 1848 foram seguidas por novas coligações centristas dominadas por liberais nervosos com a ameaça do socialismo da classe trabalhadora, como se viu no Conúbio piemontês sob Camillo Benso, Conde de Cavour .